# Cochlespira zanzibarica
Cochlespira zanzibarica é uma espécie de gastrópode do gênero Cochlespira, pertencente a família Cochlespiridae.